# 혼다 다다토시 (1820년)

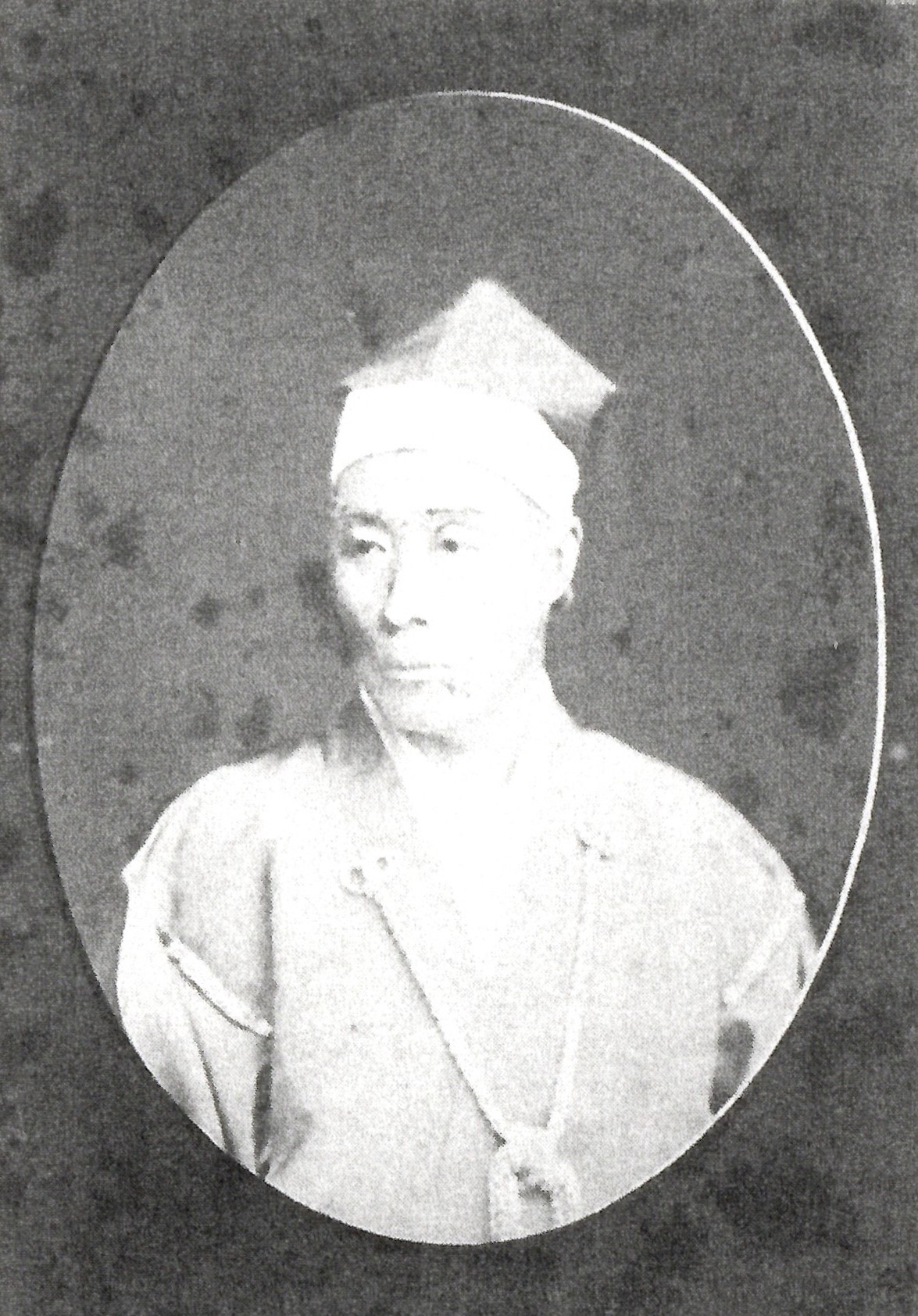
혼다 다다토시

혼다 다다토시(일본어: 本多忠紀, 1820년 1월 12일 ~ 1883년 2월 16일)는 일본 에도 시대의 다이묘로, 이즈미번의 6대 번주이다. 어릴적 이름은 데쓰시로(哲四郎)이며, 관위는 종5위하, 노토노카미이다.
이즈미 번의 4대 번주 혼다 다다토모의 넷째 아들로 태어났다. 1860년 음력 8월 20일, 형인 5대 번주 혼다 다다노리가 사망하자, 양자가 되어 번주직을 계승했다. 1863년 음력 10월 1일에 지샤부교에 임명되었다. 그해 음력 10월 22일에는 소자반 직을 추가로 맡았고, 1864년 음력 7월 6일에는 와카도시요리로 승진했으나, 음력 12월 12일에 파면되었다. 1866년 음력 6월 22일에 와카도시요리에 재임되나 이듬해 음력 4월 27일에 사직했다.
보신 전쟁이 발발하자 처음에는 신정부군에 따른다는 뜻을 밝혔으나, 센다이번, 요네자와번의 요청에 따라 오우에쓰 열번동맹에 가담하였다. 그 결과 신정부군의 공격을 받아 1868년 음력 6월 28일, 이즈미 진야를 함락당하고 항복하였다. 그해 음력 12월 7일, 신정부를 적대시한 죄로 2천 석 감봉에 강제 은거 조치가 취해졌다. 가문은 양자인 혼다 다다노부가 계승하였다. 1883년에 65세의 나이로 사망하였다.
| 전임 혼다 다다노리 | 제6대 이즈미번 번주 (혼다가) 1860년 ~ 1868년 | 후임 혼다 다다노부 |